# Mort dans l'Empire byzantin
La mort dans l'Empire byzantin désigne la perception de la mort par cette société. Dans l’Empire byzantin, la mort n’était généralement pas évoquée directement. On lui préférait divers euphémismes tels que « séparation », « départ » ou encore « acquittement de dettes ». Les conceptions thanatologiques byzantines remontent à la philosophie antique, qui présentait la mort comme la séparation de l’âme et du corps. Selon l’eschatologie chrétienne, cette séparation était considérée comme temporaire : l’âme devait être réunie au corps à la fin des temps. Les Byzantins croyaient que la mort survenait sur l’ordre de Dieu, qui envoyait un ange pour accomplir sa volonté. Des divergences existaient quant à savoir si l’instant de la mort était prédéterminé, mais on croyait que seuls les saints pouvaient en avoir connaissance à l’avance. L’au-delà commençait par la sortie de l’âme, nue et impuissante, par la bouche, accompagnée d’un ange, pour entreprendre une errance de quarante jours à travers des « postes douaniers célestes » où les démons pesaient ses péchés. À la fin de ce parcours, l’âme voyait l’enfer et le paradis comme des lieux d’attente potentiels avant le jugement dernier. La doctrine de la métempsycose était totalement rejetée en Byzance. À l’instar de la philosophie néoplatonicienne, le christianisme oriental considérait la mort comme une libération vers une nouvelle vie, et les Pères de l'Église tels que Basile de Césarée et Jean Chrysostome désapprouvaient les manifestations de deuil excessives.
Les rituels funéraires byzantins et les conceptions de l’après-vie sont en grande partie fondés sur des idées et pratiques préchrétiennes. La croyance païenne en un voyage de l’âme après la mort, qui nécessitait des aides matérielles et la présence d’un accompagnateur — le psychopompe —, subit une transformation apparente sous l’influence des premiers théologiens chrétiens. Le rôle du psychopompe fut alors tenu par les anges, et l’onction des malades fit office de viatique. De nombreux Byzantins recevaient la tonsure avant leur mort dans l’espoir d’augmenter leurs chances de salut. La coutume de préparer un repas commémoratif spécial (comme la koutia) provient également de la tradition païenne d’un repas sur la tombe du défunt partagé par les proches. Si cette pratique fut rejetée en Occident comme une superstition, elle fut conservée dans l’Église byzantine. Le colivă était distribué à des jours précis suivant la mort (le 3e, 7e ou 9e, le 30e ou le 40e jour), accompagné de prières, car l’on croyait que l’âme franchissait à ces dates des étapes importantes sur son chemin vers Dieu. Le défunt était également commémoré à l’anniversaire de sa mort et le dimanche précédant la semaine du Jugement dernier. Les Byzantins pensaient que le sort de l’âme pouvait être influencé par les prières et les dons faits aux églises et aux monastères

## La vie après la mort dans l’Empire byzantin

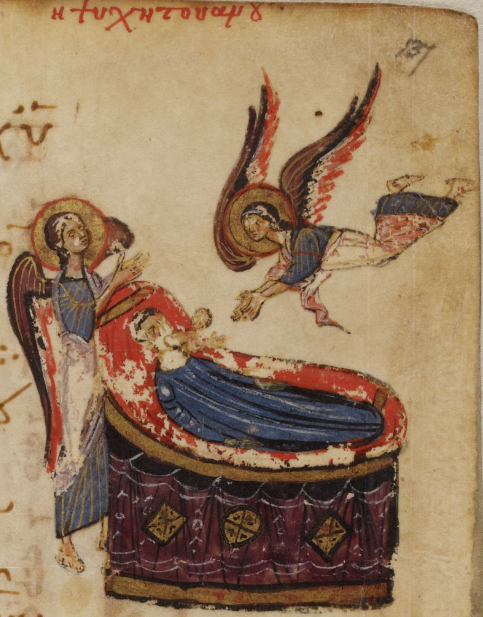
Séparation de l’âme du corps, Psautier de Théodore, fol. 137r. Manuscrit conservé au British Museum, 1066.

Les Byzantins croyaient fermement que la mort ne constituait pas une fin en soi. Parallèlement, ils considéraient que l’existence de l’âme en dehors du corps relevait davantage de l’expérience mystique que de la spéculation théologique. La plupart des premiers auteurs chrétiens s’accordaient à définir la mort comme la séparation de l’âme consciente et du corps matériel. Les croyants espéraient attendre la fin des temps dans un lieu de repos — le sein d'Abraham — avant de ressusciter corporellement et d’assister au triomphe du Christ.
La position de l’Église byzantine sur les questions eschatologiques était conforme au dogme de l’orthodoxie orientale et laissait peu de place à l’interprétation. Le Symbole de Nicée-Constantinople contenait l’affirmation dogmatique de l’espérance en la résurrection des morts et en la vie du monde à venir. Des théologiens chrétiens comme Hippolyte de Rome (IIe–IIIe siècles) affirmaient que la résurrection serait corporelle et non spirituelle. Au VIIIe siècle, le Père de l’Église Jean Damascène écrivit, dans ses Parallèles sacrés, au chapitre « Sur le moment de la mort », que les âmes patientaient dans l’au-delà jusqu’au moment fixé par Dieu pour la résurrection, qui ne serait pas une réincarnation, mais bien une restauration corporelle.
En raison de particularismes locaux, la question de la résurrection corporelle fit l’objet d’une attention particulière en Égypte. Malgré la condamnation de la momification par des figures majeures comme Chenouté ou Augustin d’Hippone, de nombreux Égyptiens souhaitaient préserver leur corps dans une tombe sécurisée, espérant ainsi garantir leur résurrection.
En l’absence de définitions dogmatiques précises, les Byzantins manifestaient un intérêt prononcé pour la forme exacte que prendrait la résurrection corporelle, ainsi que pour la possibilité que parents et amis puissent se reconnaître après celle-ci. Le problème de la « reconnaissance des âmes sœurs » (en grec : κοινὸς ἀναγνωρισμὸς) apparut en réaction aux doctrines dualistes qui minimisaient l’importance du monde matériel. Les hérésies comme le manichéisme ou le paulicianisme proposaient d’autres conceptions, mais leur influence fut négligeable à Byzance après le VIIe siècle.
Dans une culture liturgique où la matérialité avait une place centrale (comme le montre la querelle des iconoclastes), la vision d’une continuité matérielle entre la vie terrestre et la vie après la mort prédomina. Le théologien André de Césarée affirma au VIIe siècle que l’idée d’un corps ressuscité privé de ses organes ou de sa sexualité — organes ayant servi à glorifier Dieu durant la vie — relevait de l’absurde. À la fin du VIIIe siècle, les représentations d’un corps « angélique » et méconnaissable furent condamnées comme une hérésie origéniste par le moine Théodore Studite. Une réponse différente fut apportée au XIIe siècle par l’historien et théologien Michel Glykas, pour qui la séparation des sexes était le résultat de la chute de l’humanité depuis un état « angélique » primordial, état auquel il conviendrait de revenir.
Avec la fin de la période sombre et le regain d’intérêt pour les théories philosophiques antiques, les penseurs byzantins commencèrent à critiquer la métempsycose. Dans la seconde moitié du IXe siècle, le patriarche Photios Ier de Constantinople réfuta les idées du néoplatonicien Hiéroclès d'Alexandrie, qui associait l’âme à une forme de prédestination divine.
Les idées de métempsycose du philosophe Jean Italos, condamné par l’Église en 1082, ne sont connues qu’indirectement. L’anathématisme correspondant, intégré au Synodicon orthodoxe, condamnait ceux qui « préfèrent la prétendue sagesse des philosophes païens et suivent leurs doctrines, acceptant la réincarnation des âmes humaines, ou bien soutiennent qu’elles périssent comme les animaux privés de raison et tombent dans le néant, niant ainsi la résurrection, le jugement et la rétribution finale de la vie ». Selon le commentateur J. Gouillard, cette condamnation contient une contradiction apparente, car la doctrine platonicienne de la métempsycose est incompatible avec l’idée aristotélicienne de la destruction de l’âme après la mort. Il est donc incohérent d’attribuer à quelqu’un les deux à la fois.
Selon Périclès-Pierre Joannou, Jean Italos soutenait, par une argumentation logique, que l’âme, bien qu’elle survive à la mort, ne continue pas à se développer indéfiniment, car elle est limitée par le jugement que Dieu porte sur elle. Cette théorie visait à corriger la doctrine de Grégoire de Nysse selon laquelle l’âme avance indéfiniment vers Dieu — une idée qui, selon Italos, contredisait la notion d’un jugement divin inscrit dans le temps.
À l’époque tardive, l’idée de métempsycose semble ne plus avoir retenu l’attention des Byzantins instruits, à l’exception notable du philosophe Gémiste Pléthon au XVe siècle. La dernière intervention significative des théologiens byzantins sur la question de l’au-delà survint lors des controverses avec les catholiques au concile de Ferrare-Florence (1438–1439). L’évêque Marc d'Éphèse, qui participa aux discussions sur le purgatoire, formula la position byzantine comme suit : il existe trois catégories d’âmes — celles en enfer, sans espoir de salut ; les saints, déjà accueillis dans la grâce divine ; et une troisième catégorie « intermédiaire » composée de personnes mortes dans la foi chrétienne, mais soit avec des péchés véniels non encore expiés, soit avec des fautes graves pardonnées sans que les fruits de la contrition aient pu se manifester.

## Évolution des idées sur le sort de l’âme

### Origines de la doctrine de la rétribution posthume
Selon le byzantiniste allemand Hans-Georg Beck, les idées relatives à l’au-delà constituent un moyen privilégié pour comprendre la mentalité religieuse des Byzantins. Le thème de la vie après la mort se reflète principalement dans la littérature à caractère religieux — hagiographies, homélies et manuels liturgiques. Ces derniers sont relativement rares, comprenant notamment ceux attribués au Pseudo-Denys l'Aréopagite (VIe siècle) et à Syméon de Thessalonique (XVe siècle).
Depuis les années 1980, les études consacrées aux « apocalypses morales » byzantines ont gagné en intensité, alors que ces textes avaient été longtemps négligés. D’une part, les spécialistes de la littérature byzantine considéraient ces œuvres comme un « genre mineur » ; d’autre part, la vaste tradition manuscrite rendait difficile l’établissement d’une édition canonique. La percée fut réalisée avec l’article d’Evelyne Patlagean intitulé « Byzance et son autre monde. Observations sur quelques récits » (1981), qui souligna pour la première fois l’importance des textes apocryphes, y compris apocalyptiques, dans la compréhension de la culture religieuse de l’époque.
Pour répondre aux doutes portant sur la représentativité de ces œuvres — c’est-à-dire si elles expriment la mentalité de l’ensemble de la société ou seulement les idées de quelques théologiens — Beck propose de s’appuyer sur des textes qui reflètent les croyances eschatologiques populaires. Il fonde ainsi son analyse sur des descriptions présentes dans l’épopée du Xe siècle Digénis Akritas.
De nombreux éléments de la conception chrétienne de l’au-delà, comme le jugement particulier, le purgatoire comme état intermédiaire de l’âme en attente du Jugement dernier et l’espérance d’une rétribution selon les vertus ou les vices, trouvent leur origine dans la tradition apocalyptique juive. Le texte le plus significatif à cet égard est le Livre d'Hénoch, dont la partie la plus ancienne — le Livre des Veilleurs, datant du IIIe siècle av. J.-C. — décrit des lieux de détention temporaire pour les âmes en attente de jugement. Selon ce texte, les âmes sont placées dans quatre cavités profondes (du grec ancien koilōmata), réparties selon leur degré de justice. Cette organisation suppose un classement préalable des morts, ce qui équivaut à un jugement particulier. Le Livre d’Hénoch évoque aussi une prison de feu pour les anges déchus ainsi qu’une vallée pour les damnés éternels, qui seront intégrées dans l’imaginaire chrétien de l’enfer.
Dans l’Apocalypse de Sophonie, la notion de jugement particulier est développée davantage. Rédigée en Égypte à la fin du Ier millénaire, cette œuvre met en scène une vision dans laquelle le prophète voit des anges enregistrant les bonnes et mauvaises actions dans des rouleaux. Selon que les bonnes ou mauvaises actions prédominent, l’âme est dirigée soit vers les justes, soit vers Gades. Ces apocalypses de l’Ancien Testament étaient connues non seulement des auteurs chrétiens des premiers siècles, mais aussi bien plus tard dans l’Empire byzantin. Des extraits du Livre d’Hénoch sont cités par Georges le Syncelle dans sa chronique, et l’Apocalypse de Sophonie fut utilisée par le patriarche Nicéphore (mort en 828) dans ses travaux historiques.

### Jugement particulier

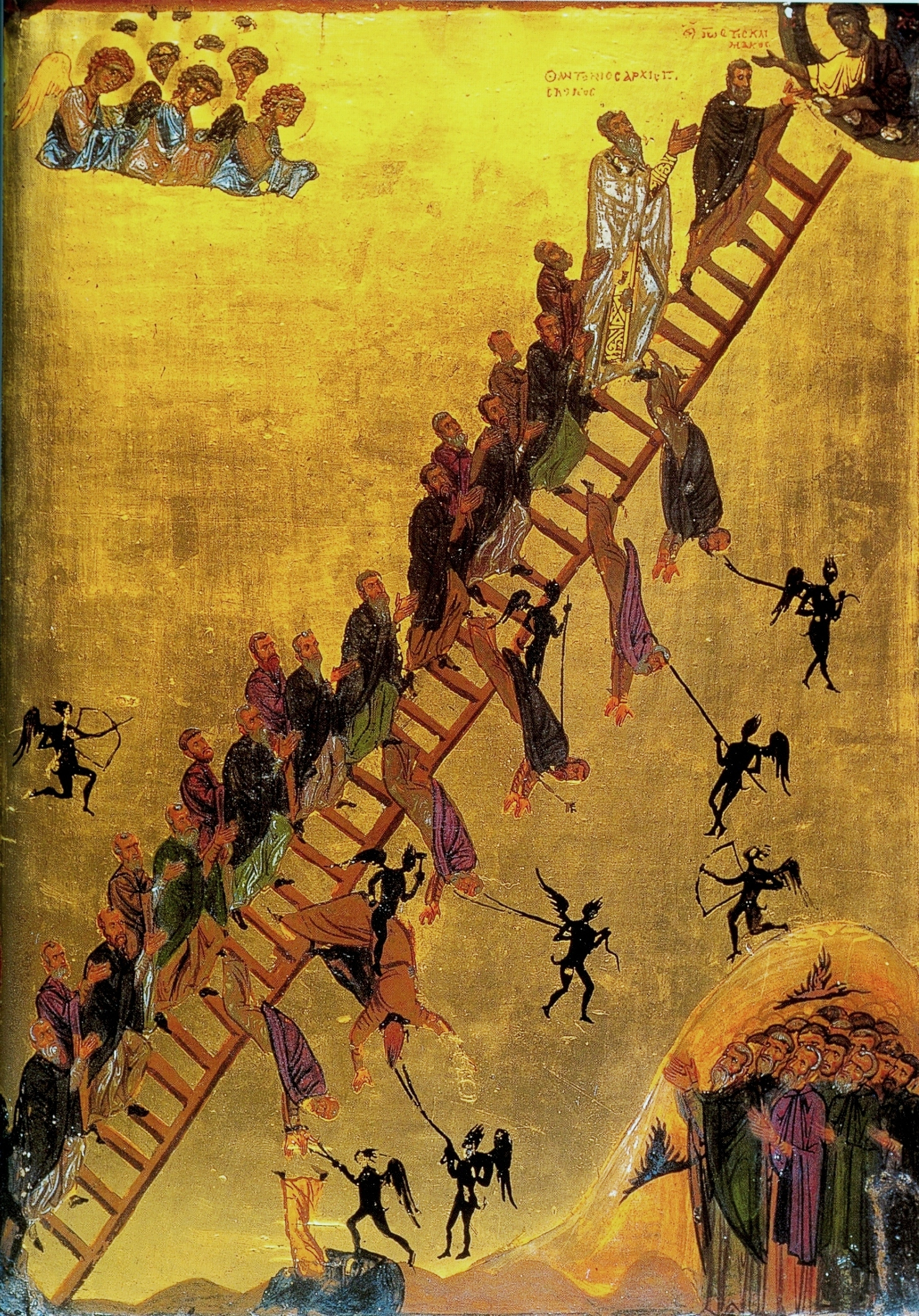
Icône de l'Échelle sainte (XIIe siècle, Monastère Sainte-Catherine du Sinaï, Égypte) montrant les moines, menés par Jean Climaque, montant l'échelle vers Jésus en haut à droite.

Les scènes du Jugement dernier constituent un motif récurrent dans la décoration des églises, et la littérature hagiographique représente fréquemment la rencontre de l’âme séparée du corps avec ses pensées, paroles et actes commis durant la vie. Dans cette littérature, la remise en question critique et l’analyse des actions étaient souvent dépeintes comme une punition infligée par des démons malveillants à l’issue d’un procès dont les anges jouaient le rôle d’avocats. Le tribunal rendait un verdict, et il était sous-entendu que ce jugement pouvait être influencé non seulement pendant la vie, mais aussi après la mort. Ces croyances n’ont jamais été officiellement approuvées par l’Église byzantine, qui ne possédait aucun équivalent à la doctrine occidentale du purgatoire. Contrairement au Jugement dernier, où le sort de tous les humains est tranché, le jugement particulier concerne chaque individu et a lieu immédiatement après la mort. Dans l’eschatologie orthodoxe, on considérait qu’après ce jugement, les âmes des justes et des pécheurs résidaient respectivement au paradis et en enfer, sans toutefois atteindre une béatitude ni une souffrance parfaite.
Replacée dans son contexte historique, la préoccupation byzantine pour la vie après la mort fonctionnait comme une forme d’épistémologie collective : elle constituait un moyen de définir, façonner et exprimer l’identité de la communauté. En période de crise politique, par exemple, l’intérêt pour la résurrection pouvait symboliser l’espoir d’un renouveau et d’une restauration de la vie nationale.
Durant l’Antiquité tardive, les conceptions du jugement particulier étaient variées, mais la plupart pouvaient être classées selon deux localisations principales des événements : soit au chevet du mourant, soit après son ascension. Le scénario « aérien » apparaît dès le IIIe siècle chez Origène, qui interprète Jn 14,30 comme la preuve de l’existence de démons postés à la frontière du monde, vérifiant si l’âme détient encore ce qui leur appartient. Le mot grec « τελώνης » utilisé par le théologien désigne un [fermier fiscal], en référence à une réalité quotidienne bien connue. Ainsi, les démons sont assimilés à des péagers, et les étapes du jugement sont vues comme des péages.
On observe des similitudes marquées entre la version d’Origène et l’Apocalypse de Paul, ce qui suggère une tradition antérieure, probablement d’origine égyptienne. Divers détails relatifs au jugement aérien apparaissent dans la vie de Jean l'Aumônier, patriarche d’Alexandrie au VIIe siècle, qui aimait, selon son hagiographe, parler du départ de l’âme en temps de famine ou d’épidémie. À ceux qui se présentaient à lui avec orgueil, il évoquait la fiscalité de l’âme, les poussant aux larmes. L’Apocalypse de Paul évoque également une forme de jugement au chevet du mourant, bien que sans précisions.
Dans la vie de Jean l’Aumônier, on trouve aussi l’histoire du jugement d’un collecteur d’impôts mourant, dont les péchés sont contrebalancés par un simple morceau de pain donné à un mendiant. Ce motif de la balance pourrait également remonter au Livre des morts égyptien, dans lequel le dieu Anubis pèse le cœur des morts pour en déterminer le sort. L’idée de pesée des actions est omniprésente dans l’Ancien Testament, chez les premiers auteurs chrétiens et dans la littérature hagiographique.
Selon le moine Anastase le Sinaïte (VIIe siècle), les démons accentuaient la charge de la coupe des mauvaises actions, mais, comme l’explique son contemporain Jean Damascène, si le mal l’emporte légèrement, Dieu manifeste Sa clémence. Une autre version du jugement pré-mortem, permettant au mourant de se justifier, figure dans l’Échelle sainte de Jean Climaque (chapitre 7, « Du joyeux repentir »).
L’Apocalypse de Paul, rédigée aux IIIe–IVe siècles et inspirée à la fois de la tradition juive et de l’Apocalypse de Pierre, présente une vision détaillée de la récompense et du châtiment dans l’au-delà. Elle subsiste sous plusieurs versions, dont l’une, latine et plus élaborée, contient les éléments qui deviendront ensuite canoniques : l’apparition d’un ange sombre ou lumineux au moment de la mort ; le passage de l’âme à travers divers lieux où sont montrés ses actes ; la comparution de l’âme devant Dieu ; l’enfer pour les pécheurs ; et des espaces agréables pour les justes. Il ressort également de l’Apocalypse que le destin de chacun est fixé dès l’instant de sa mort — ou même avant — puisque les noms des élus sont inscrits à l’entrée du paradis. Bien que l’on ne sache pas exactement dans quelle mesure les Byzantins connaissaient cette apocalypse, deux textes populaires de la période médio-byzantine, l’Apocalypse de la Théotokos et l’Apocalypse d’Anastase, en sont directement inspirés. Leur particularité, qui a longtemps freiné leur étude, réside dans l’absence de versions canoniques, chaque manuscrit comportant des variations notables dans la description de l’au-delà et la liste des péchés punis.
L’idée d’étapes durant lesquelles l’âme est mise à l’épreuve par des démons incarnant divers vices et soumise à un prélèvement symbolique est pleinement développée dans la vision de sainte Théodora, rapportée dans la Vie de Basile le Jeune (milieu du Xe siècle). Selon ce récit, l’âme du défunt traverse vingt-deux stations, chacune correspondant à un type particulier de péché et dans laquelle les anges rapportent les bonnes et mauvaises actions commises durant la vie. En fonction du bilan, l’âme est dirigée soit vers le paradis, soit vers l’enfer, mais le verdict peut être modifié par l’intercession d’un saint.
Au cours de ce voyage imaginaire, les anges expliquent à Théodora la logique de cette « fiscalité » spirituelle et les facteurs susceptibles d’influer sur le sort posthume de l’âme. En particulier, le nombre de péchés inscrits par les démons peut être réduit grâce à la confession à un père spirituel, à l’accomplissement de la pénitence imposée par celui-ci et à l’absolution reçue.
Les textes postérieurs à la Vie de Basile le Jeune reprennent en grande partie le récit de Théodora. C’est le cas, par exemple, de l’hagiographie de l’archevêque fictif de Constantinople, Niphon, composée au début du XIe siècle, qui adopte une vision similaire de l’épreuve des âmes. Parmi les œuvres plus tardives, la Dioptra de Philippe Monotrope (1095) mérite une attention particulière : dans l’un de ses chapitres en vers, elle décrit l’ensemble du parcours de l’âme depuis la mort jusqu’au Jugement dernier. Bien que l’ouvrage reprenne dans ses grandes lignes le contenu de la Vie de Basile le Jeune, il ne s’y réfère pas explicitement, ce qui laisse supposer l’existence d’une tradition plus ancienne.
L’aboutissement de plusieurs siècles de réflexions byzantines sur la rétribution posthume est représenté par les Chapitres théologiques de Michel Glycas. L’auteur y justifie l’opposition entre anges et démons au sujet de l’âme du mourant en s’appuyant sur la Bible et la Tradition sacrée, tout en évitant toute mention de la fiscalité de l’âme et de la pesée des œuvres. Après Glycas, la discussion autour du jugement particulier disparaît presque totalement, sans doute en raison d’une certaine familiarité avec le concept catholique du purgatoire.

### Le lieu de l’âme
À l’issue du jugement particulier, les âmes des justes et des pécheurs se rendent respectivement au paradis et en enfer. Dans la théologie byzantine, plusieurs désignations de l’enfer coexistent sans être parfaitement synonymes : le terme grec classique Hadès (grec ancien : ᾍδης, aussi appelé Gades), utilisé dans la Septante pour traduire le mot hébreu sheol, désigne le séjour de tous les morts ; le terme néotestamentaire Géhenne (grec ancien : γέεννα) désigne quant à lui un lieu de châtiment éternel par le feu.
Il n’existe pas de consensus parmi les auteurs byzantins de l’Antiquité tardive quant à la géographie de l’au-delà. Au IVe siècle, Grégoire de Nysse, relayant les paroles de sa sœur mourante, affirme que l'Hadès n’est pas un lieu physique, mais un état de l’âme, réfutant ainsi la représentation verticale obsolète de l’au-delà. L’exposé le plus influent sur le sujet est celui du Quaestiones ad Antiochum ducem (« Réponses aux questions du prince Antiochus »), un catéchisme attribué au Pseudo-Athanase et rédigé entre la fin du VIIe siècle et le début du VIIIe siècle. Il y est affirmé que les âmes des saints et des justes vont au paradis, tandis que celles des pécheurs vont dans l'Hadès, mais que dans les deux cas elles n’y reçoivent qu’un avant-goût de ce qui les attend après le Jugement dernier.
Cette conception s’impose progressivement. À la fin du IXe siècle, le patriarche Photios Ier de Constantinople démontre que le paradis n’est pas équivalent au Royaume de Dieu, dont les dignités sont considérées comme supérieures. De même, au XIe siècle, l’archevêque Théophylacte d'Ochrid, dans son commentaire sur Luc 23:39–43, soutient que le « bon larron » est entré au paradis en tant que lieu de repos spirituel, mais non dans le Royaume des cieux.
Parmi les approches alternatives, on note celle du moine Nicétas Stéthatos, pour qui le paradis a été fermé après Adam car il n’avait plus de nécessité. Selon lui, la réunion des âmes des saints devant la Trinité dans le Royaume des cieux s’apparente à des retrouvailles entre amis, de même que les âmes des pécheurs se rassemblent dans l'Hadès auprès de leur maître ténébreux. Pour Stéthatos, l’au-delà est donc un prolongement de la vie terrestre, et il n’est nul besoin de jugement particulier, la direction des actes d’une personne étant évidente.
Les problèmes de localisation spatiale, d’accessibilité et de topologie de l’au-delà sont traités de différentes manières dans les sources. Dans la vision de Basile le Jeune, Théodora et ses compagnons traversent l’eau, l’air et deux nuées pour atteindre le paradis. À l’arrivée, Théodora contemple le trône de Dieu et un paysage pastoral, agrémenté de différentes demeures réservées aux saints. Ces habitations ressemblent à des palais, dont l’aspect dépend de la catégorie à laquelle appartient le juste (prophètes, martyrs, saints, etc.). L’endroit le plus prestigieux est le sein d'Abraham, qui abrite les douze patriarches et les âmes des enfants morts baptisés. Ces deux lieux composent ensemble le paradis. Il n’existe pas de canon unique pour la description du paradis, et d’autres auteurs mettent en avant des figures bibliques différentes.
Dans les apocalypses de la Théotokos et d’Anastase, les protagonistes se déplacent vers l’ouest, le sud ou vers la gauche du paradis, et la seule manifestation d’une hiérarchisation verticale est le trône situé dans les cieux. L’enfer ne se trouve donc pas sous la terre, mais fait partie de l’espace céleste, ce qui implique que les pécheurs ne sont pas entièrement soustraits à l’autorité divine. Les lieux de châtiment pour les pécheurs et de récompense pour les justes ont une structure complexe dans ces textes.
Selon l’historienne Jane Baun, qui a étudié en détail ces apocalypses, l’attribution de peines spécifiques à certains types de transgressions (adultère, usure, espionnage, commerce malhonnête, etc.) reflète les exigences morales des communautés rurales byzantines, définissant des normes de conduite vertueuse.

## Rituels funéraires

### Continuité des traditions funéraires
Divers rituels funéraires existaient sur le territoire grec dès la période crito-mycénienne. La veillée (grec ancien : πρόθεσις) commençait pratiquement au moment du décès et revêtait un caractère public. Après l’instauration de lois restrictives aux VIe et Ve siècles av. J.-C., la veillée fut reléguée à l’intérieur de la maison ou dans la cour. Les yeux et la bouche du défunt étaient fermés par le parent le plus proche ; ensuite, le corps était lavé, huilé et habillé — généralement d’une tunique blanche — par les femmes de la maison. Le corps était alors placé dans le cercueil, les pieds orientés vers l’extérieur. À ce stade, la tête du défunt restait découverte et couronnée d’une couronne de laurier. Les détails du deuil sont abondamment représentés sur les stèles funéraires et les vases grecs antiques. Le rituel comportait divers gestes, lamentations féminines, déambulations autour du cercueil et chants funèbres. La durée de la veillée variait : neuf jours pour Hector, ou les trois jours recommandés par Solon et courants à l’époque antique.
Des offrandes étaient apportées le troisième, le neuvième et le trentième jour, puis à l’anniversaire du décès et à l’occasion de certaines fêtes consacrées aux morts. Les premières offrandes comprenaient des mèches de cheveux, du vin, de l’huile et de l’encens. Les offrandes d’anniversaire étaient plus variées et incluaient des aliments, notamment de la kutia (grec ancien : κόλλυβα), composée de fruits secs et frais. Ces offrandes n’étaient jamais silencieuses, mais toujours accompagnées des lamentations des endeuillées.
Avec la diffusion du christianisme, les rituels funéraires païens ne disparurent pas : ils sont attestés par une grande variété de sources, des sermons des Pères de l'Église au traité Des cérémonies de l’empereur Constantin VII Porphyrogénète, et ce dans toutes les couches de la société. On peut dire que, tout au long des périodes romaine et byzantine, dans l’ensemble du monde grec, il existait un rituel standard en quatre étapes : la mort et les préparatifs préalables ; la procession funèbre ; les rites au cimetière et la mise au repos du corps ; les activités post-funéraires.
En Égypte romaine, l’origine des pratiques funéraires réside dans les anciens rituels égyptiens, qui cohabitèrent longtemps avec les usages chrétiens. Les fouilles archéologiques menées dans les cimetières datant du IIIe   au   VIIe siècle ont mis au jour de nombreuses momies, mais la technique de momification s’était simplifiée par rapport à la période classique. Ces momies apparaissent non seulement dans les sépultures païennes, mais aussi dans les sépultures chrétiennes, y compris monastiques.

### Les mortels ordinaires

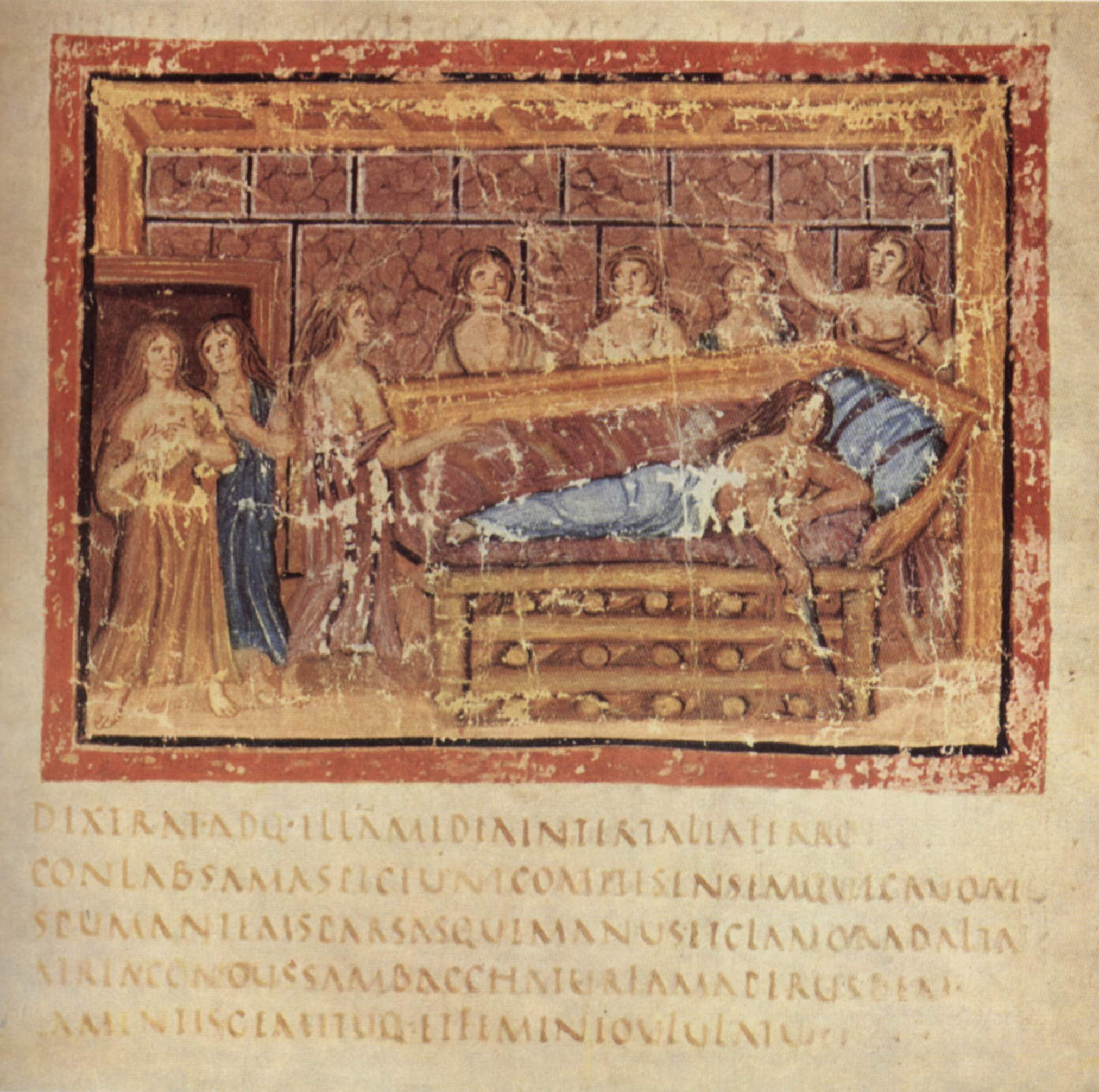
Mort de Didon, miniature du Virgile du Vatican, début du Ve siècle

#### Sur le lit de mort
Les Byzantins, à l’instar des anciens Romains et Grecs, évitaient d’utiliser les mots « mort » ou « mourir », leur préférant une variété d’euphémismes. On disait d’une personne qu’elle était « partie », « passée », qu’elle avait « quitté ce monde mortel » ou qu’elle « n’était plus parmi nous ». L’empereur Constantin VII Porphyrogénète, selon l’historien Léon le Diacre, « quitta la vie et trouva le repos dans l’autre monde ». On disait aussi qu’ils « s’étaient acquittés du devoir universel », qu’ils « avaient vidé le carquois de la vie qui leur était allouée », ou encore qu’ils avaient été « tranchés par le sabre de la mort ». Les soldats tombés au champ d’honneur étaient « jetés aux portes de l’Hadès » ou « nageaient tristement sur l’Achéron ».
Tout Byzantin espérait mourir entouré de sa famille, après avoir reçu tous les sacrements. Seuls les saints étaient censés connaître d’avance l’heure de leur mort, et pouvaient, en la connaissant, s’y préparer. De nombreuses hagiographies relatent de tels exemples, comme celui de Philaretos le Miséricordieux (VIIIe siècle), qui acheta une tombe dans un monastère, rassembla enfants et petits-enfants et s’entretint avec chacun d’eux. Le héros épique Digenis Akritas fait ses adieux à son épouse dans une dernière allocution. La mort douloureuse de Digenis, victime d’un lumbago, constitue le sommet dramatique du poème. À partir de la description pathétique de ce passage, Hans-Georg Beck a avancé la thèse selon laquelle la doctrine ecclésiastique de la mort ne semblait pas suffisante aux Byzantins, et que, dans la conscience populaire, la mort restait associée à l’Hadès souterrain. L’épouse de Digenis ne prie pas Dieu pour le salut de son âme, mais pour sa guérison — ce qui, selon Beck, n’est pas conforme aux principes chrétiens, et témoigne d’une vision de la mort encore proche des mentalités de la Grèce héroïque.
À l’époque chrétienne, ceux qui assistaient un mourant priaient pour lui et lui donnaient leur pardon. Les préparatifs funéraires commençaient parfois bien avant le décès : on respectait les dernières volontés du mourant, on choisissait un lieu d’inhumation et l’on achetait le matériel nécessaire. Si besoin, un testament était rédigé et notarié en présence de témoins.
Peu avant la mort, un prêtre était appelé pour confesser les péchés et administrer l’eucharistie, perçue comme une forme chrétienne du viatique (grec ancien : ἐφόδιον). Ceux qui le souhaitaient pouvaient recevoir une tonsure anticipée et un nouveau nom monastique. À Byzance, aucun rite particulier d’agonie n’était en usage. La séquence rituelle pour les mourants ne se fixa dans sa forme définitive qu’au XXIVe siècle, et comprenait une ouverture (enarxis), la lecture du Psaume 50 (51), un canon, une prière et une conclusion. La plupart des manuscrits attribuent la composition du canon à l’hymnographe André de Crète (mort en 740). Les huit tropaires du canon décrivent la mort d’un moine à la première personne, depuis les préparatifs jusqu’au moment où il se retrouve dans le sombre Hadès, en attente de la résurrection.
Pour la plupart des Byzantins, l’arrivée du prêtre était le signe annonciateur de la fin imminente et le signal pour débuter le deuil. Bien que l’on priât pour une fin paisible, la croyance populaire soutenait que l’âme quittait le corps après une violente lutte (psychomachia). Le mourant aurait des visions effrayantes d’anges et de démons jugeant sa vie passée. On croyait que l’âme était pesée sur une balance au moment de la mort. Eustathe de Thessalonique, commentant Homère au XIIe siècle, mentionne que l’expression « être allongé sur les plateaux de l’Hadès » était une métaphore populaire de la mort. Les peintures ecclésiales postérieures montrent fréquemment le défunt accompagné de l’archange Michel, jouant le rôle de psychopompe. Les spéculations sur l’au-delà étaient surtout le fait des moines, réputés spécialistes des questions eschatologiques. Dans la littérature hagiographique, on voit souvent les moines se rassembler autour d’un frère mourant qui décrit ses visions de l’au-delà.

#### Préparatifs funéraires

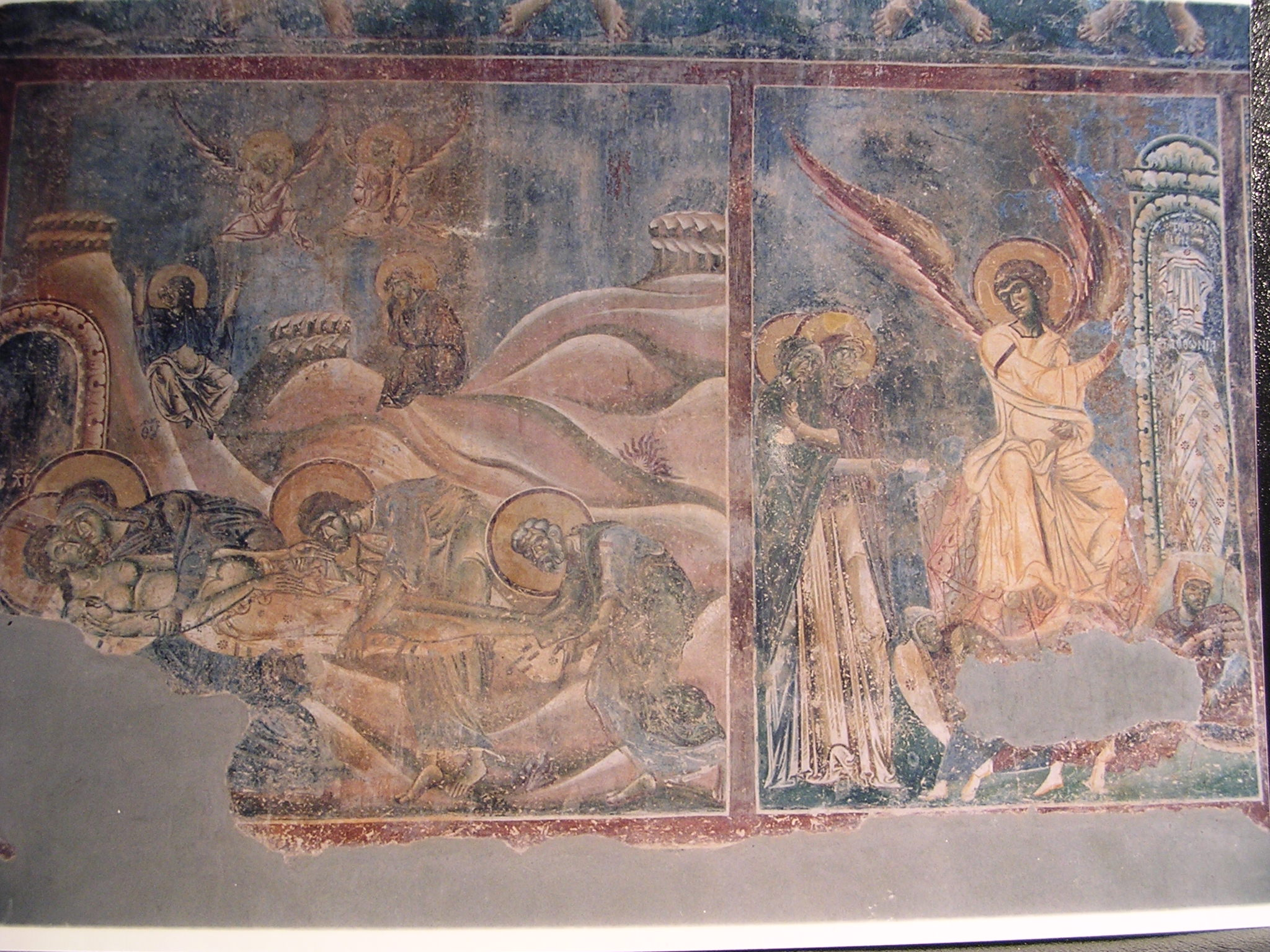
Scène de deuil sur une fresque de l’église Saint-Georges de Kurbinovo, fin du XIIe siècle

Les préparatifs du corps pour l’inhumation ont peu changé depuis l’Antiquité. Ce travail était principalement accompli par des femmes, à la fois par extension des tâches domestiques et en raison de leur statut social inférieur à celui des hommes. En premier lieu, les yeux et la bouche du défunt étaient fermés. Ensuite, on procédait au lavage du corps à l’eau tiède ou avec de l’huile mêlée d’épices ; on utilisait également du vin, du lait ou du miel, seuls ou combinés. L’onction s’effectuait pendant ou après le lavage, et pouvait être renouvelée durant la cérémonie funéraire. Le corps était enduit de substances aromatiques choisies en fonction des moyens de la famille. Ce rituel permettait de masquer les odeurs de décomposition et d’améliorer l’apparence du cadavre ; du point de vue symbolique, l’onction représentait une purification des péchés.
Le rituel d’habillage du corps ne différait pas notablement des usages antiques. Les proches, ou leurs aides, revêtaient le défunt de ses plus beaux habits, de préférence blancs. Il convenait cependant d’éviter toute ostentation, susceptible d’attirer les pilleurs de tombes. Une fois habillé, le corps était enveloppé dans un linceul, aussi appelé lazaroma, dont la similitude avec les langes des nourrissons symbolisait la mort comme renaissance. Les moines et les membres du clergé étaient ensevelis dans leurs vêtements liturgiques, un Évangile en main ; les empereurs, quant à eux, l’étaient avec leurs insignes de pouvoir,. Il arrivait également, malgré les réticences des théologiens chrétiens, que l’on posât une couronne sur la tête du défunt, en l’honneur de ses victoires ou de ses mérites. Une autre coutume, héritée de la Rome antique et toujours pratiquée aujourd’hui, consistait à placer une pièce de monnaie — l’obole de Charon — dans la bouche ou sur le corps, pour payer le passage vers l’au-delà.
L’emplacement du corps obéissait aussi à des conventions. Immédiatement après la mort, et avant toute toilette, le corps était déposé sur une civière ou un chariot pour être transporté au cimetière. Il pouvait reposer sur un lit surélevé, des tréteaux ou dans un cercueil, le plus souvent en bois. Le défunt était installé allongé, les jambes droites et les bras croisés sur la poitrine, comme aujourd’hui. Le cercueil était orné de rameaux d’olivier, de laurier ou d’autres plantes. La présence du corps dans la maison permettait aux proches et aux connaissances de venir exprimer leur peine avant les funérailles. La coutume antique prévoyant un délai de trois jours entre le décès et l’enterrement fut maintenue, bien que le deuil fût souvent raccourci à une seule nuit. Durant ce temps, la maison était plongée dans le deuil, les murs, les fenêtres et les portes étant tendus de draperies noires. Pendant la veillée funèbre, les personnes en deuil déposaient sur le défunt des mèches de leurs propres cheveux coupés.
La tradition antique de manifester le deuil en s’arrachant les cheveux ou en se griffant la peau a perduré, bien que de nombreux théologiens chrétiens s’opposassent à ces démonstrations excessives. Le deuil restait un domaine d’expression majoritairement féminin, et la participation de servantes était courante. Au début du Ve siècle, Jean Chrysostome condamna le chant funèbre, qualifié de blasphème, et consacra pas moins de huit sermons contre l’usage de pleureuses professionnelles,. Ce n’était pas le deuil en lui-même qui était blâmé, mais ses connotations païennes, et notamment la présence de pleureuses rémunérées dans les cortèges funèbres. Le même problème se posa en Égypte, où Chenouté s’opposa aux lamentations féminines, qu’il considérait comme des survivances des rituels de l’Égypte ancienne. Avec la christianisation, la psalmodie remplaça les thrènes aux funérailles, et l’on commença à organiser des veillées nocturnes autour du corps, éclairées par des cierges.

#### Funérailles

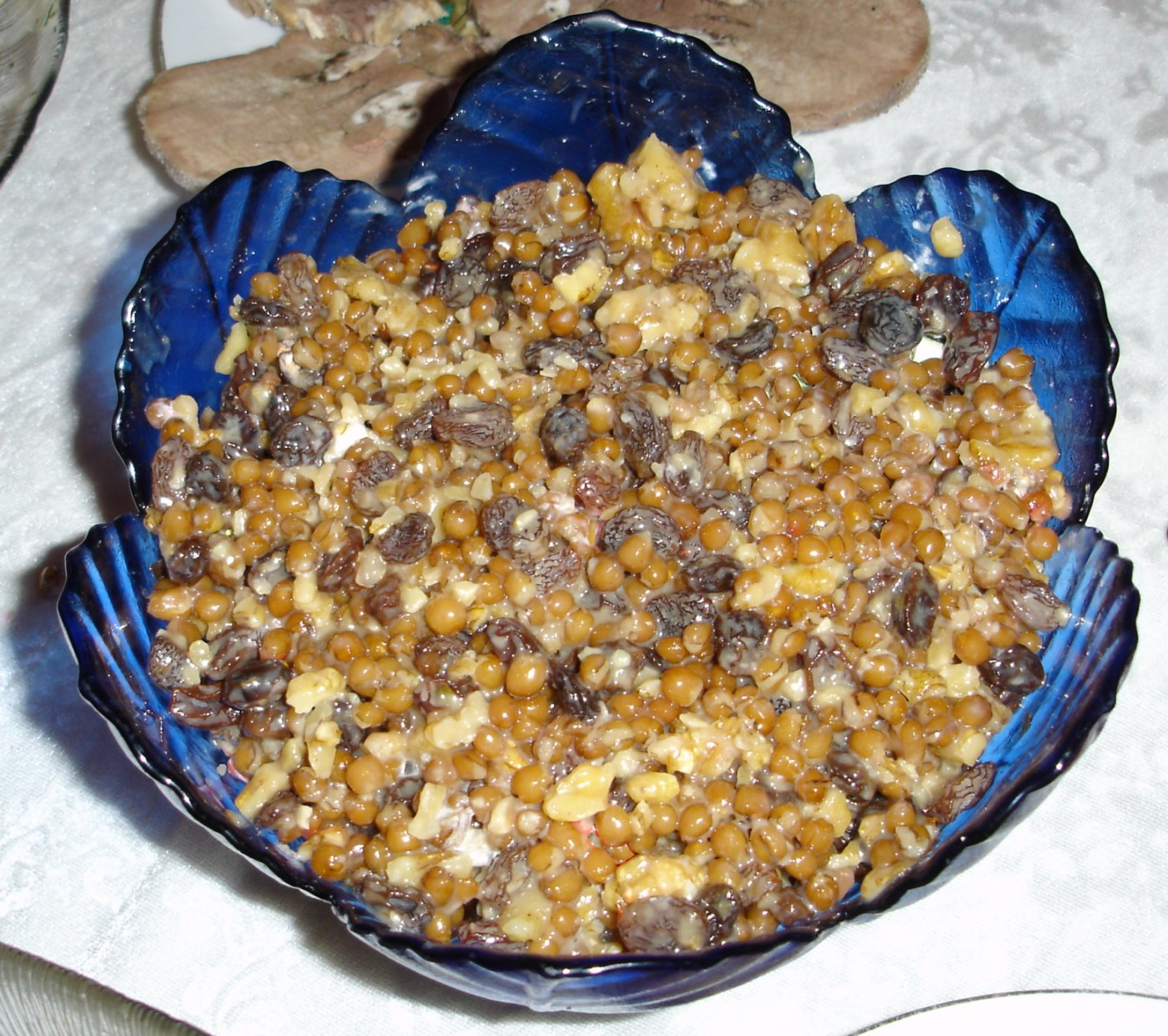
Un plat de kollyva de grains de froment et de raisins secs, partagé lors du service funèbre.

Les funérailles étaient considérées comme un devoir à la fois religieux et social, et leur absence ou leur mauvaise exécution était perçue comme un acte de grande indignité. Les manuels militaires byzantins recommandaient aux commandants de veiller à l’inhumation des soldats tombés au combat. Eustathe d'Antioche, au IVe siècle, rapportait une légende populaire selon laquelle un faucon, apercevant un cadavre non enterré, commencerait à le recouvrir de terre, exprimant ainsi la loi la plus universelle de la nature. Des offices spécifiques étaient célébrés en mémoire des noyés en mer (en grec Ψυχοσάββατο, litt. « samedi des âmes »). L’attitude vis-à-vis de l’inhumation de personnes d’autres confessions ou considérées comme hérétiques avait également ses particularités.
La durée et le faste des funérailles dépendaient du statut social du défunt : alors qu’à l’époque romaine les notables étaient honorés par de vastes cortèges, à l’époque byzantine, une telle solennité était plutôt réservée aux hauts dignitaires ecclésiastiques. Les funérailles étaient une dépense importante pour laquelle il n’était pas d’usage d’économiser. Depuis Constantin le Grand, les empereurs tentèrent de réglementer leur coût afin de les rendre accessibles aux plus modestes, sans réel succès apparent. Les obsèques des pauvres étaient fréquemment prises en charge par des fonds caritatifs.
Lors des cérémonies solennelles, les chants liturgiques étaient accompagnés de porteurs de flambeaux et de cierges. Grégoire de Nysse, décrivant les obsèques de sa sœur Macrine la Jeune, écrit : « En tête du cortège, de nombreux diacres et serviteurs, rangés de chaque côté du cercueil, marchaient avec des cierges de cire à la main ; tout cela ressemblait à une procession mystique, le chant des psaumes s’élevant d’un bout à l’autre, comme le chant des trois jeunes hommes dans la fournaise ». Selon Jean Chrysostome, les torches symbolisaient la marche de l’âme vers « la vraie lumière ».
Pour les périodes plus tardives, les descriptions de funérailles sont rares, mais le pathos semble toujours fortement présent. À l’inverse, certains abus consistaient à perturber les obsèques d’un débiteur pour faire valoir des créances auprès des héritiers, ce qui motiva l’adoption de lois strictes pour préserver la paix des morts.
La cérémonie religieuse avait lieu dans l’église paroissiale ou dans une chapelle funéraire. Le cercueil contenant le corps enveloppé d’un linceul était porté par les proches jusqu’à l’intérieur de l’église, où il était déposé dans le narthex la tête tournée vers l’ouest. Durant l’office, le cercueil restait ouvert, permettant à l’assemblée de voir une dernière fois le visage du défunt et de l’embrasser. Le service visait à souligner la mort comme un passage vers un monde sans douleur ni chagrin.
Des descriptions liturgiques détaillées apparaissent à partir du Xe siècle. Plusieurs dizaines de prières et canons funéraires ont été conservés, adaptés aux différentes catégories de défunts : moines, laïcs, enfants, membres du clergé. Les prières s’adressaient au Christ, seul juge, pour obtenir repos et pardon. Les chants liturgiques y occupaient une place centrale. Comparées aux sources non liturgiques, ces prières traduisent une conception simplifiée — voire « banalisée » selon Philippe Ariès — du destin de l’âme. Elles ne mentionnent ni anges ni démons, ni les jugements particuliers de l’âme. À l’inverse, dans les sources non liturgiques, le Christ n’y tient pratiquement aucun rôle.
Lorsque le cortège atteignait le lieu de sépulture, le chant des psaumes cessait pour permettre l’« ultime adieu » (grec ancien : τελευταῖος ἀσπασμός). Après l’inhumation, des éloges et épitaphes étaient lus. Les inscriptions funéraires pouvaient aller d’une simple mention du nom et des dates à de véritables poèmes. Nombre d’éloges funèbres pour ses amis aristocrates ont été composés par le poète Manuel Philès au XIVe siècle. Selon l’historienne britannique Margaret Alexiou, la froide rhétorique de ces discours visait à contrebalancer le chagrin incontrôlé du peuple.
Le corps était ensuite déposé dans la tombe, avec ou sans cercueil, souvent accompagné d’objets apportés par les proches. Des tessons de céramique portant une croix pouvaient être placés pour éloigner les esprits maléfiques. La crémation, perçue comme une pratique païenne, fut progressivement abandonnée par les chrétiens à partir du Ve siècle, puis officiellement interdite par l’Église en 768. Dans les sépultures coptes d’Égypte, on trouve fréquemment des « appels aux vivants » formulant des exhortations au nom du défunt et soulignant la fragilité de la vie terrestre.

#### Commémoration

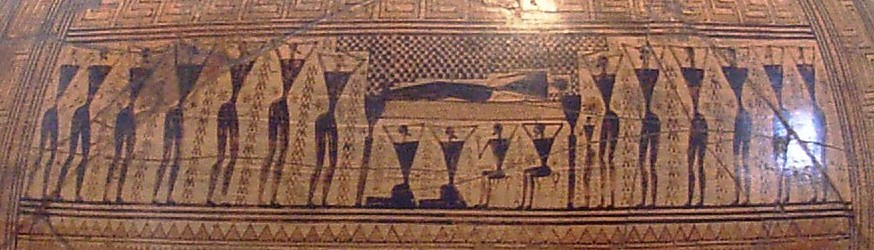
Mains levées rituellement lors d'une commémoration, représentées sur une amphore du Dipylon,

Le soir du jour des funérailles, un banquet était organisé pour les proches, les amis et les représentants de l’Église ; en grec ancien, il était appelé περίδειπνον.
Une coutume contre laquelle Jean Chrysostome s’éleva particulièrement consistait à déposer de la nourriture, des vêtements et des cierges allumés sur la tombe aux troisième, neuvième et quarantième jours après le décès : selon lui, les pauvres pourraient en faire meilleur usage, et les riches devraient les donner aux nécessiteux ou à l’Église. Néanmoins, ces offrandes furent acceptées par l’Église, une fois que ces pratiques reçurent une interprétation chrétienne adéquate,.
Neuf jours de deuil étaient considérés comme la norme, pendant lesquels le conjoint du défunt devait porter des vêtements noirs et pouvait négliger son apparence. Un deuil modéré, ne dépassant pas un an, était encouragé par l’Église. Les principales étapes des pérégrinations posthumes de l’âme correspondaient aux commémorations organisées par les proches à des dates précises, similaires (3e, 9e et 40e jours) à celles des pratiques païennes.
L’une des explications de ces dates est attribuée à Macaire d'Égypte, un ascète du IVe siècle. Selon lui, pendant les trois premiers jours (que les croyants associent à la Résurrection du Christ), l’âme ne quitte pas les lieux qui lui étaient familiers de son vivant. Ensuite, accompagnée d’un ange, elle commence son ascension vers le ciel. Elle visite alors les merveilles du Paradis jusqu’au sixième jour, puis descend aux Enfers pour trois jours supplémentaires. Le quarantième jour (commémoré en mémoire de Moïse) correspond au moment où l’âme paraît devant Dieu pour entendre Sa décision,.
Cette explication n’était pas la seule. D’autres auteurs voyaient dans ces dates les jalons d’un processus de décomposition du corps, inverse à celui de la formation de l’embryon humain. On pensait que le visage se formait le troisième jour après la conception, et qu’il se détruisait donc le troisième jour après la mort. De même, tandis que le corps se décomposait, l’âme traversait des étapes de formation dans une « matrice post-mortem »..

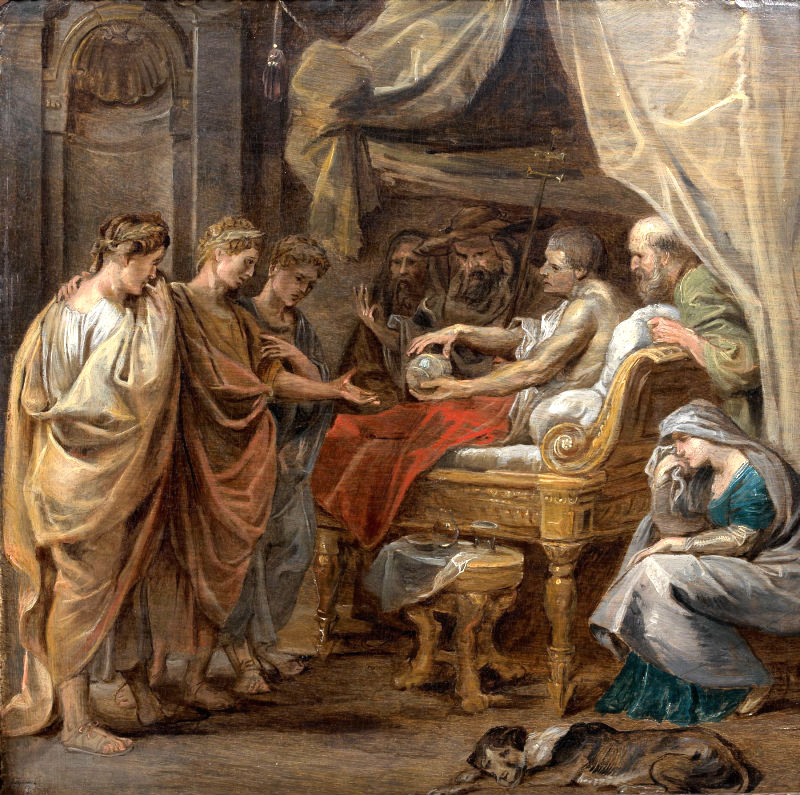
La Mort de Constantin, Pierre Paul Rubens, 1622

### La mort de l'empereur
La base idéologique du rituel funéraire impérial romain reposait sur la cérémonie de la consécration (en latin : consecratio), c’est-à-dire la divinisation de l’empereur. La mort de l’empereur soulevait deux problèmes majeurs : le statut posthume du monarque défunt et l’établissement de la succession légitime. Comme le note l’historienne américaine Sabine McCormack, la tenue d’une cérémonie de consécration était l’un des rares moyens de résoudre les difficultés ainsi posées. Profondément enracinée dans la société, cette pratique survécut dans la Byzance chrétienne aux côtés d’autres vestiges du paganisme.
Un changement de perspective dans la compréhension de la consécration s’opéra aux IIIe et IVe siècles, notamment durant la Tétrarchie, période au cours de laquelle l’accession de l’empereur au pouvoir fut perçue comme un signe de son élection divine. Dans ce paradigme, il n’était plus nécessaire de confirmer son statut divin ni de légitimer davantage l’héritage du pouvoir, et la mort ne modifiait plus cette légitimité. Sous les successeurs de Dioclétien (284–305), la consécration continua d’être comprise comme un acte n’impliquant pas la participation humaine.
Selon la byzantiniste britannique Patricia Karlin-Hayter, la mort de l’empereur représentait pour le peuple une occasion d’exprimer son attitude envers celui qui, pendant un temps, avait incarné le pouvoir suprême. Elle distingue deux formes fondamentalement différentes de funérailles impériales. La première, inaugurée avec les funérailles de Constantin le Grand en 337, était un rituel solennel s’étalant sur plusieurs mois et s’achevant par l’inhumation du corps impérial dans l’église des Saints-Apôtres. La seconde, qualifiée de « funérailles négatives », concernait les monarques déchus ou les usurpateurs vaincus<.
La tradition des sépultures impériales byzantines remonte à Constantin le Grand, premier souverain de l’Empire romain à être enterré à Constantinople. La cérémonie solennelle, décrite en détail par Eusèbe de Césarée, suivait les modèles bien connus des funérailles d’Auguste, de Pertinax et de Septime Sévère. Sa durée permit également aux fils de Constantin de rentrer dans la capitale et de décider du partage du pouvoir, sans que l’armée n’ait à intervenir pour mettre fin à un vide politique. Enfin, il convenait d’adapter le rituel aux nouvelles réalités chrétiennes. Les funérailles de Constantin se déroulèrent probablement du jour de sa mort, le 22 mai 337, jusqu’à la proclamation de ses fils comme Augustes, le 9 septembre.

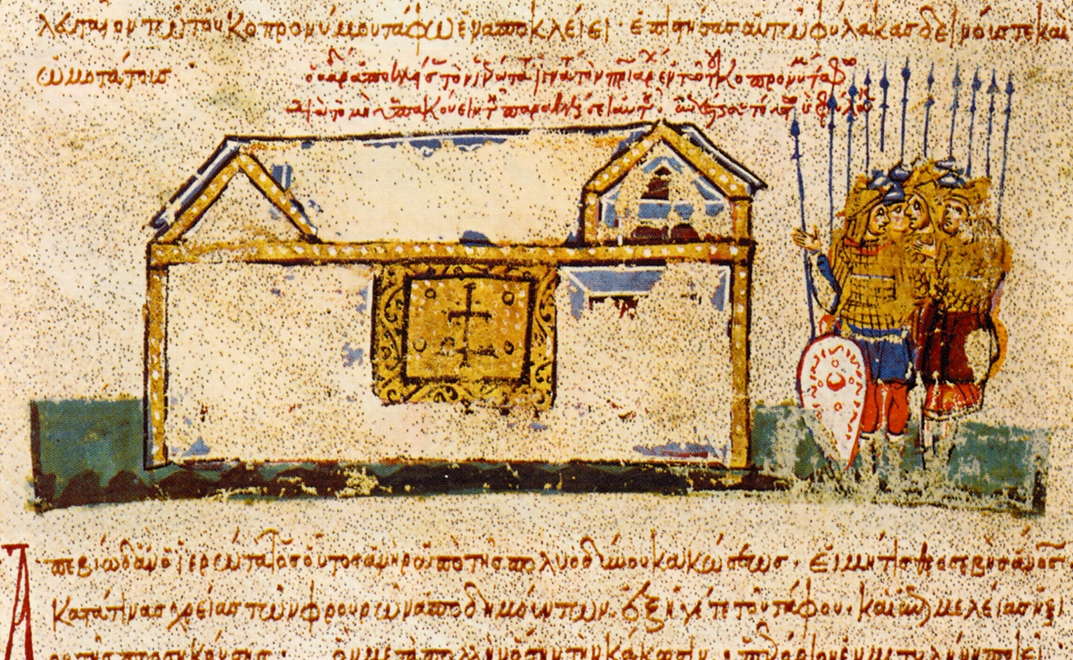
Miniature issue de la chronique de Skylitzès de Madrid, représentant des soldats se rendant auprès de la tombe de Constantin V pour célébrer sa mémoire.

Constantin avait choisi à l’avance le lieu de son inhumation, en construisant un mausolée et une église sur l’une des collines de Constantinople. Selon Eusèbe, il pensait que « ses reliques seraient honorées par le nom apostolique et qu’il souhaitait, même après sa mort, participer aux prières élevées dans ce temple dédié aux apôtres ». Sous le règne de son fils Constance II, la tombe fut transformée en nécropole dynastique, et les empereurs byzantins y furent enterrés jusqu’à Anastase Ier en 518. À la mort de Justinien Ier en 565, le mausolée originel étant plein, un nouveau complexe funéraire fut érigé, également dans l’église des Saints-Apôtres,.
Les inhumations y furent pratiquées jusqu’en 1028, mais les membres de la dynastie macédonienne régnante préférèrent être enterrés au Myréléon, fondé par Romain Ier Lécapène,. Après la mort de Jean II Comnène en 1143, les empereurs furent inhumés au monastère du Pantocrator,.
Les rituels funéraires impériaux sont décrits dans le traité Des cérémonies. La première étape de ces rituels restait assez traditionnelle : elle commençait par la visite d’un prêtre et l’administration de la communion finale, et se terminait par le deuil des proches. Après la mise en bière, la partie publique des funérailles débutait, avec une participation progressivement croissante. Finalement, vêtu de la tenue impériale complète — tunique dorée et couronne — le corps était porté sur une litière jusqu’au Triclinium des Dix-Neuf Caisses, l’une des plus vastes salles du Grand Palais de Constantinople. Là, le clergé de Sainte-Sophie et les sénateurs se rassemblaient sous la direction du préposite de la Chambre sacrée. À son commandement, tous criaient trois fois : « Avance, empereur ! L’Empereur des empereurs et Seigneur des seigneurs t’appelle. » Ensuite, le corps était transféré dans une autre salle du palais, le Chalkè, où les rites habituels étaient accomplis. Une nouvelle fois, les mots « Va-t’en » étaient prononcés trois fois, puis le cortège se dirigeait vers le lieu d’inhumation, au son des psaumes. À la fin de la cérémonie, la couronne était remplacée par une coiffe funéraire particulière .
Sur les 94 empereurs ayant régné sur Byzance jusqu’en 1453, 36 perdirent le pouvoir à la suite d’une usurpation ou d’une défaite militaire . L’empereur étant traditionnellement considéré comme celui ayant reçu le pouvoir à l’issue d’une cérémonie spécifique — comprenant notamment l’acclamation par l’armée et le peuple, ainsi que la remise de la couronne par le patriarche —, l’usurpateur devait légitimer son autorité d’une autre manière. L’une de ces méthodes consistait à commettre des actes d’outrage sur les corps de ses prédécesseurs assassinés. Le premier à s’y livrer fut l’empereur Justinien II, renversé en 695. Lorsqu’il reprit le pouvoir dix ans plus tard, il fit décapiter les usurpateurs Léonce et Tibère et jeta leurs corps à la mer. Michel II, arrivé au pouvoir par un coup d’État, agit de même avec les restes de Léon V l'Arménien en 820. Le cas de Nicéphore II Phocas, assassiné en 969, est un compromis : son corps, resté exposé un jour dans la neige, fut ensuite enterré modestement dans l’église des Saints-Apôtres. En 843, les restes de l’empereur iconoclaste Constantin V, mort en 775, furent extraits de sa tombe et dispersés au vent, et son sarcophage détruit, les matériaux étant réutilisés pour la construction d’une église .

## Les morts et les vivants

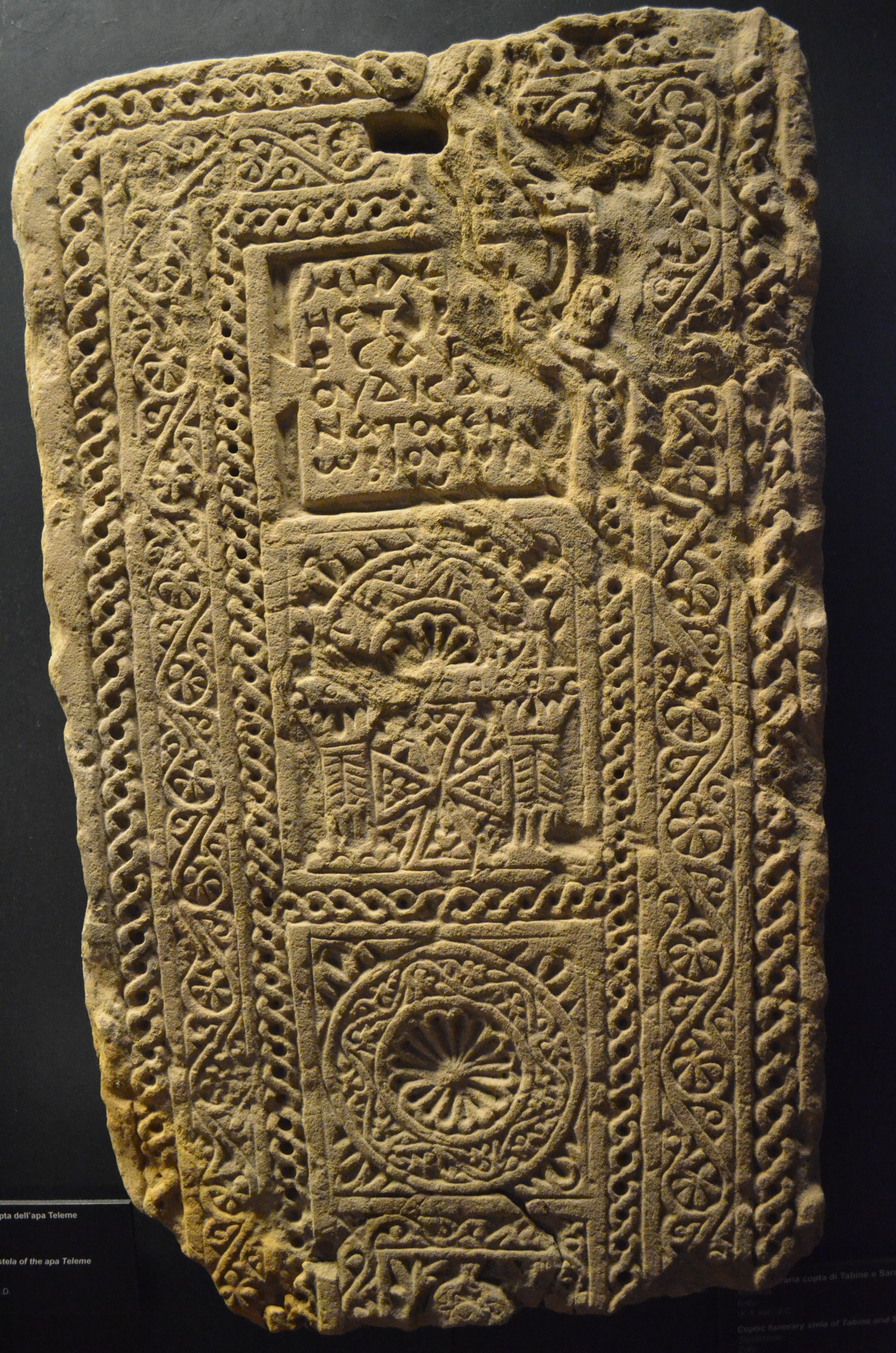
Stèle funéraire copte provenant de Haute-Égypte, époque byzantine. Dans la partie supérieure figure une tablette portant les noms des défunts en grec ainsi qu’une inscription consolatrice exhortant à ne pas pleurer les morts, car tous les êtres sont mortels en cette vie.

Selon le point de vue radical exprimé à plusieurs reprises par le célèbre byzantiniste Alexander Kazhdan, les liens horizontaux étaient extrêmement peu développés dans la société byzantine, en dehors du cadre de la famille nucléaire. Toutefois, la persistance de traditions culturelles et comportementales difficiles à expliquer dans une perspective d’atomisme social incite les chercheurs à identifier différents types de communautés. Une forme d’association sociale « horizontale » dans laquelle pouvaient se développer diverses versions « morales » d’apocalypses était constituée de partenariats laïques (Adelphopoiia, diaconie). En Italie, en Égypte, en Syrie, en Palestine, en Asie Mineure et en Grèce, ces associations prenaient souvent en charge les services funéraires de leurs membres. Associées à des églises, des monastères ou des icônes miraculeuses, les confréries organisaient des processions, des offices et des banquets annuels en l’honneur de leurs saints patrons. En dehors des Ve et VIIe siècles, les témoignages sur leur existence sont très rares. Les quelques documents fondateurs conservés mentionnent l’organisation d’obsèques pour les membres et les indigents, ainsi que des banquets commémoratifs annuels. Le financement de ces activités reposait sur les cotisations, mais nombre de sociétés bénéficiaient du mécénat impérial. Les membres comprenaient des laïcs et des clercs.
Pour les Byzantins, maintenir la mémoire des défunts constituait une obligation morale absolue, et faisait partie intégrante de la vie après la mort. La commémoration exprimait la réciprocité des relations humaines. Syméon de Salonique écrivait : « Nous devons nous souvenir de nos frères défunts afin que d'autres se souviennent de nous après eux. » Les dons pieux étaient destinés à garantir la célébration des offices et prenaient souvent la forme de donations faites à des monastères.
Dans la tradition païenne, les sacrifices rendus aux morts visaient à apaiser leurs âmes et à les empêcher de revenir troubler les vivants. L’Église chrétienne primitive interdit tous les rites funéraires rappelant de telles « superstitions » païennes. Elle remplaça les repas commémoratifs par l’eucharistie célébrée sur les autels des cimetières, en signe de gratitude envers Dieu pour la mort juste d’un chrétien. L’idée de l’intercession des vivants en faveur des morts, sans fondement théologique clair dans l’Ancien Testament ou le Nouveau Testament, trouva néanmoins un écho dans de nombreux récits pieux. Ainsi, l’histoire occidentale du pardon accordé à Trajan à la prière de Grégoire Ier le Grand — dans la version traduite attribuée au pseudo-Jean Damascène — se termine par une injonction divine interdisant au pape de prier de nouveau pour les impies. Selon la doctrine de Marc d'Éphèse sur les trois types d’âmes, élaborée à une époque plus tardive, les prières sont offertes pour tous les défunts — pas uniquement pour les « moyens » — mais avec une efficacité variable.
Le corps était considéré comme le fondement de l'identité humaine, si bien que les restes matériels et les objets commémoratifs jouaient un rôle crucial dans la préservation de la mémoire des défunts. L’historienne britannique Judith Herrin note qu’à partir du VIIIe siècle, les femmes de la dynastie macédonienne se montrèrent de plus en plus soucieuses du soin apporté au lieu de repos de leurs proches. Selon elle, en procédant à la réinhumation des restes, ces femmes manifestaient une initiative politique qui leur était souvent refusée, tout en affirmant leur responsabilité dans la destinée de la dynastie et dans la préservation de la mémoire de ses membres. Pour les Byzantins ordinaires, la mémoire des empereurs passés revêtait une signification très limitée. Le Synaxaire de Constantinople du Xe siècle, bien qu’il mentionne divers événements marquants pour la ville (sièges, tremblements de terre, etc.), ne recense que très peu de jours consacrés à la commémoration d’empereurs ou de membres de leurs familles. Nicolas Mésaritès, qui rédigea une description de l’église des Saints-Apôtres au XIIe siècle, y répertoria dix-huit tombes. Constatant la rareté des informations conservées à leur sujet, Mésaritès ne s’en émeut guère : « Pour les autres, pourquoi nous soucierions-nous que leur mémoire soit ensevelie avec eux ? » À la fin de la période médio-byzantine, la commémoration des membres de la dynastie prit de l’ampleur grâce aux nombreuses donations des Comnènes en faveur du développement monastique. Parmi les traits caractéristiques des monastères fondés par eux figurait l’obligation faite aux moines de prier pour l’absolution de l’empereur, de l’impératrice et de leurs proches. Ces offices annuels exigeaient des consécrations coûteuses, auxquelles une part significative des revenus monastiques était consacrée.
L’art byzantin représentait une large gamme d’émotions, mais les artistes s’attardaient particulièrement sur l’expression de la tristesse et du deuil. Les chercheurs modernes distinguent deux périodes — la Renaissance macédonienne au Xe siècle et la seconde moitié du XIIe siècle sous la dynastie des Comnènes — durant lesquelles l’intérêt pour l’expression des sentiments humains fut particulièrement prononcé. L’américain Henry Maguire propose une classification en trois grandes catégories des manifestations de chagrin dans l’art byzantin : les gestes frénétiques, les expériences intérieures contemplatives et les expressions ambivalentes pouvant être interprétées autrement. Pour le premier type, lié au deuil, les auteurs byzantins disposaient de nombreux modèles issus de la littérature antique, tels qu’Achille se couvrant de cendres à la mort de Patrocle ou Théagène se frappant la tête et s’arrachant les cheveux après la mort de Chariclée. Les auteurs byzantins ultérieurs décrivaient les émotions de leurs personnages de manière similaire. Il est probable que ces descriptions reflétaient des pratiques réelles, comme en témoigne le récit détaillé d’Anne Comnène sur l’agonie de son père et le chagrin de sa mère,.
Certains auteurs antiques critiquaient les excès du deuil ; Cicéron considérait comme des manifestations indignes « le visage émacié, les joues griffées, les coups portés à la poitrine, aux cuisses, à la tête ». Les écrivains chrétiens anciens, pour qui ces comportements reflétaient non pas un manque de bienséance mais un manque de foi, s’opposaient également à une préoccupation excessive pour les morts. Les théologiens byzantins postérieurs considéraient que les expressions de chagrin intense étaient incompatibles avec la foi en la résurrection des morts. Au VIIIe siècle, Jean Damascène expliquait qu’autrefois l’humanité étant maudite, la mort était un châtiment et donc l’objet de lamentations, mais qu’après l’incarnation du Dieu-homme, elle devait être comprise comme une transformation de la nature humaine vers l’immortalité. Ainsi, à l’époque médio-byzantine, les œuvres d’art représentant un deuil profond avec manifestations extérieures extrêmes le faisaient principalement dans un contexte vétérotestamentaire. Dans l’iconographie de la mort du Christ ou de la Dormition de la Vierge, ces scènes sont rares ; elles apparaissent davantage dans les représentations de la résurrection du fils de la veuve de Naïn ou dans celles du massacre des Innocents. Ces dernières relèvent d’une autre tradition, celle du deuil maternel pour un enfant défunt.

## Données matérielles

### Démographie
Jusqu’au milieu du XXe siècle, la question de l’espérance de vie dans l’Empire byzantin n’avait pas fait l’objet d’études spécifiques, et les historiens disposaient essentiellement de sources narratives. Celles-ci définissaient la vieillesse entre 50 et 60 ans, et considéraient comme exceptionnel tout âge supérieur à 70 ans. Parmi les membres de la dynastie macédonienne, l’âge moyen au décès était de 59 ans, bien que l’empereur Basile II (958–1025) ait vécu jusqu’à 72 ans et sa nièce Théodora jusqu’à 76 ans. Les Comnènes, qui gouvernèrent au XIe siècle, atteignaient en moyenne 61 ans (en excluant l’empereur Alexis II Comnène, mort assassiné à 14 ans), une durée de vie comparable à celle des Paléologues qui leur succédèrent. Les moines et les saints, quant à eux, jouissaient souvent d’une longévité exceptionnelle, parfois quasi-centenaire.
Depuis les années 1970, plusieurs études archéologiques de grande ampleur ont été menées sur des sépultures byzantines en Grèce et en Asie Mineure. Pour les hommes ayant atteint l’âge adulte, l’espérance de vie moyenne était d’environ 35,5 ans, et pour les femmes d’environ cinq ans de moins. L’historienne française Évelyne Patlagean, à partir de données épigraphiques recueillies sur des pierres tombales de Méditerranée orientale, a mis en évidence un pic de mortalité féminine entre 15 et 24 ans, qu’elle attribue aux complications de la première grossesse et de l’accouchement. Selon ses calculs, 9 % des hommes et 5 % des femmes atteignaient la vieillesse. Pour sa part, Angeliki Laiou a établi qu’en Macédoine byzantine, 71 % des femmes mouraient avant 45 ans, et 74 % des hommes avant 50 ans.
Le taux de mortalité infantile dans l’Empire byzantin est difficile à établir avec précision. Il est probable qu’environ la moitié des enfants mouraient avant l’âge de 5 ans. Cette proportion semble aussi bien s’appliquer aux enfants de paysans macédoniens vers 1300 qu’à ceux de l’homme d’État du XVe siècle Démétrios Laskaris Léontarès, dont sept des douze enfants moururent en bas âge. Après cinq ans, les chances de survie augmentaient, bien que la mortalité restât élevée à tout âge.

### Cimetières
Un changement majeur dans les mentalités publiques s’est produit avec la diffusion du christianisme dans l’Empire romain : l’apparition de cimetières dans l’espace urbain. La Loi des Douze Tables interdisaient l’inhumation et la crémation des morts dans les villes, et cette interdiction fut encore réaffirmée sous Dioclétien en 290. La manière dont elle fut levée n’est pas clairement documentée, mais l’historien byzantiniste français Gilbert Dagron y voit la naissance d’une nouvelle anthropologie chrétienne qui banalise la mort et désacralise la ville. Le changement ne fut pas immédiat : des auteurs chrétiens anciens comme Grégoire de Nysse et Jean Chrysostome manifestaient encore une aversion similaire à celle des Romains à l’égard des cadavres en ville.
La mutation aurait débuté avec l’apparition des tombeaux de martyrs, dont la proximité était censée protéger les sépultures contre les profanations. Ainsi, les premiers cimetières chrétiens se formèrent autour des tombes de martyrs situées hors des murs. La coïncidence entre lieux de sépulture et églises de pèlerinage est un phénomène attesté d’abord en Afrique romaine, puis en Espagne et à Rome. Une loi de l’empereur Théodose Ier en 381 (CTh, IX.17.6) interdisait d’utiliser les églises et les autres parties de la ville comme lieux d’inhumation, sauf pour les apôtres et les martyrs,. Les législations ultérieures n’apportèrent guère de précisions, et l’empereur Léon VI le Sage (886–912) finit par reconnaître l’abrogation de facto de ces interdictions sous l’effet des usages chrétiens et du bon sens<. Des considérations sociales jouèrent également un rôle, comme le coût du transport des cadavres hors de la ville, ou la difficulté pour les familles modestes de visiter les tombes de leurs proches. Dès le VIIe siècle, des cimetières apparurent donc dans l’espace urbain, parfois installés sur d’anciennes agora.
Les Romains, qui disposaient de nombreux termes pour désigner les sépultures ou les monuments funéraires, ne nommaient pas précisément les lieux d’inhumation. Le mot latin tardif coemeterium dérive du grec κοιμητήριον (« chambre à coucher »), car selon Jean Chrysostome, les morts n’y dorment que d’un sommeil temporaire. Les cimetières pouvaient être souterrains (catacombes) ou de plain-pied (areae). Les nécropoles souterraines (hypogées) de Constantinople consistaient en une succession de salles voûtées ornées de fresques. En Afrique chrétienne, les cimetières anciens étaient un agencement irrégulier de sarcophages en pierre autour d’une basilique dédiée à un martyr local. Plus tard, les cimetières ordinaires consistaient en simples rangées de tombes orientées vers l’est. L’historien français Ph. Ariès, notant la brièveté ou l’absence d’inscriptions sur les tombes du haut Moyen Âge, voit dans le passage des sarcophages aux cercueils un signe d’anonymisation croissante de la mort et d’indifférence quant à l’emplacement précis du corps dans le sol.
Le droit canon interdisait les sépultures collectives, et d’autres règles précisaient par exemple que les laïcs ne pouvaient être enterrés dans les cimetières monastiques. Il existait des lieux d’inhumation réservés aux criminels, notamment aux meurtriers. Les païens ne pouvaient être inhumés dans les cimetières chrétiens, bien que des cimetières mixtes aient existé, au moins en Égypte. La tombe pouvait prendre la forme d’une fosse simple avec une dalle, une stèle ou un ciborium, d’un arkosolium avec sarcophage, ou d’un mausolée. Elle était généralement entourée d’une clôture en pierre ou en métal, et l’on y plaçait des lampes et des icônes.

### Tombes

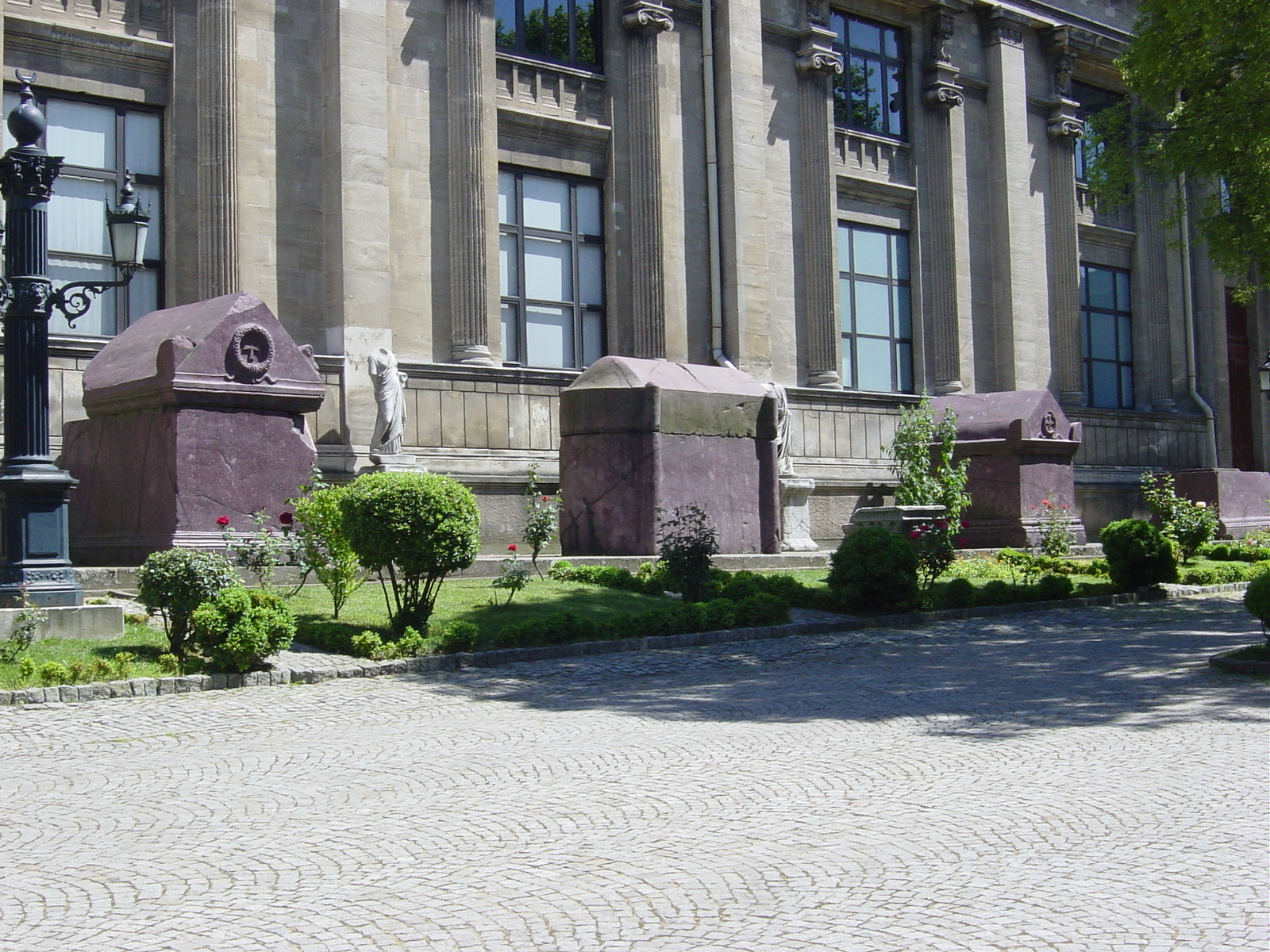
Sarcophages en porphyre des empereurs byzantins, exposés au musée archéologique d'Istanbul.

En dépit de l'interdiction, confirmée par les canons de Théodose Ier, les inhumations dans les églises se poursuivirent. L’exception concernait avant tout les cotatores et les membres de leurs familles, c’est-à-dire les représentants des classes les plus élevées de la société. Les sépultures à l’intérieur des églises, particulièrement à la période tardive, sont relativement bien conservées. Confrontés à une diminution constante de leurs revenus, les églises et les monastères acceptèrent volontiers d’entretenir les tombeaux de riches bienfaiteurs. L’arcosolium, forme d’inhumation d’origine païenne adaptée très tôt par les chrétiens, resta populaire aux siècles suivants en raison des possibilités qu’il offrait d’aménager un espace décoré à l’intérieur même de l’église. À l’époque tardive, les niches funéraires furent aménagées aussi bien dans des extensions nouvelles que dans des parties anciennes remaniées. Ces niches étaient fréquemment ornées de fresques représentant le défunt et sa famille en communication avec le Christ, la Vierge ou les saints.
À l’époque proto-byzantine, on utilisait des sarcophages monolithes à couvercle coulissant. À partir du XIIIe siècle, on recourut à des modèles préfabriqués, constitués d’éléments réutilisés provenant d’anciens monuments, mais avec de nouvelles sculptures. Cette évolution rendait leur usage comme réceptacle direct du corps plus difficile : la dépouille était donc déposée dans une chambre scellée sous le sol de l’église, tandis que les panneaux du sarcophage restaient visibles à des fins symboliques. Outre les inscriptions dédicatoires, les éléments décoratifs traditionnels comprenaient des ornements végétaux, des animaux mythologiques et des oiseaux ; à l’époque tardive, des portraits du défunt et de saints commencèrent à apparaître plus fréquemment. Une explication possible de cette évolution dans l’attitude à l’égard de la représentation humaine serait le regain d’intérêt pour la sculpture antique, manifeste dans le programme de reconstruction de Constantinople après sa reconquête en 1261. Toutefois, l’influence de l’art roman et gothique introduit par les Croisés ne saurait être exclue.
Parmi les sarcophages impériaux byzantins qui nous sont parvenus, quatre se trouvent dans la cour des musées archéologiques d’Istanbul, deux dans l'église Sainte-Irène et un dans la mosquée Nuruosmaniye.
L’existence de nombreuses descriptions littéraires des rituels liés à la mort soulève la question de leur fiabilité. Cette problématique est particulièrement sensible dans les zones rurales. L’archéologue américain Joseph L. Rife, qui a étudié les pratiques funéraires des populations romaines et byzantines dans l’isthme de Corinthe, a mis en évidence plusieurs difficultés : l’homogénéité des sources littéraires qui masque la diversité réelle des pratiques ; leur caractère rhétorique, qui complique leur exploitation factuelle ; et le fait qu’elles reflètent les conceptions des élites lettrées, alors que les pratiques funéraires variaient selon les facteurs sociaux et idéologiques. Les rituels funéraires grecs modernes peuvent fournir des pistes de comparaison, bien que leur valeur comme analogie ethnographique soit sujette à débat.
Les données archéologiques concernent surtout la dernière étape du rituel et permettent quelques observations sur les pratiques d’inhumation réelles. Par exemple, des recherches menées autour du mur de l'Hexamilion ont montré que, dans de nombreux cas, une même tombe pouvait être réutilisée pendant 50 à 100 ans. Au moment de l’inhumation, les corps déjà présents pouvaient être temporairement retirés afin de faire de la place, puis replacés soigneusement, avec une orientation de la tête vers l’est. Il est probable que ces tombes étaient réservées aux membres d’une même famille. Les sources écrites byzantines ne décrivent pas les structures des tombes (en grec ancien τάφοι), mais les données archéologiques permettent d’en identifier au moins quatre types. Les pierres tombales pouvaient être ornées de croix ; dans les mausolées et les arcosoliums, on plaçait des icônes et des lampes.